# Lodovico Melzi d'Eril
Lodovico Melzi d'Eril, III duca di Lodi (Milano, 2 febbraio 1820 – Milano, 6 maggio 1886), è stato un nobile e imprenditore italiano.

## Biografia
Lodovico, esponente della famiglia Melzi, nasce a Milano nel 1820 primogenito di Giovanni Francesco, nipote e figlio adottivo del primo Duca di Lodi Francesco Melzi d'Eril. Dal padre eredita anche i titoli e i beni di famiglia ad essi collegati come il latifondo di Correzzola, cinque mila ettari, in provincia di Padova.
Sposa a Parigi il 2 febbraio 1842 Luigia figlia secondogenita del marchese genovese Antonio Brignole Sale: la primogenita Maria era già andata in sposa a Raffaele De Ferrari duca di Galliera. Luigia è ricordata per aver concepito la prima idea di mantenere indiviso il genovese Palazzo Rosso con l'intenzione che i tesori ivi contenuti potessero essere visitati.
Dal 1841 al 1847 Lodovico ricostruisce in stile tardo neoclassico a cura dell'architetto Giacomo Moraglia il palazzo sulla contrada milanese della Cavalchina (oggi via Manin) che era stato acquistato dal prozio Francesco.
Insieme al cognato Raffaele de Ferrari e con la casa bancaria Rothschild attua il 14 marzo 1856 la privatizzazione della società ferroviaria del Lombardo Veneto con l'obiettivo di favorire l'espansione economica e sociale di quelle regioni.
Durante gli anni 1856 -1858 è esponente della corrente antirisorgimentale che sostiene, per il Lombardo Veneto gli ideali indipendentisti dell'arciduca Massimiliano d'Asburgo.
In quegli stessi anni, primo nelle zone polesane presso il delta del Po, avvia a Correzzola la bonifica per duemila ettari di palude, con pompa idrovora appositamente creata dalla società Aventi Pilly di Ferrara, dopo gli studi dell'agronomo Luigi Alfieri.
Dopo la proclamazione dell'unità d'Italia in accordo con il primo sindaco della città, cavalier Antonio Beretta, promuove, secondo moderni orientamenti, lo sviluppo urbanistico del quartiere principe Umberto per ”l'urgente bisogno di abitazioni non che il decoro e vantaggio che risulterebbero alla nostra Milano”.
Sposa in seconde nozze il 26 ottobre 1876 Joséphine Barbò , erede universale dei suoi beni; il Duca riposa nella cappella gentilizia di Villa Melzi d'Eril, a Bellagio, in un monumento funebre scolpito da Vincenzo Vela (1890), sua ultima opera.